# جون ها یونگ
جون ها یونگ (کره‌ای: 전하영؛ زادهٔ ۱۸ اوت ۲۰۰۱) ورزشکار شمشیربازی اهل کره جنوبی است. او در بازی‌های المپیک تابستانی ۲۰۲۴ رقابت کرده‌است.
وی در مسابقات کشوری و بین‌المللی در مجموع برندهٔ ۱ مدال نقره شده است.